# Clay Cook
Clay Cook (1978) es un compositor, productor discográfico y músico que ha coescrito varias canciones junto al ganador de varios premios Grammy John Mayer, como "No Such Thing", "Comfortable" y "Neon". Las composiciones conjuntas de Cook y Mayer son principalmente de los inicios de la carrera de este último. Sus colaboraciones sólo aparecen en los dos primeros álbumes de Mayer, Inside Wants Out y Room for Squares. Cook y Mayer formaron la banda Lo-Fi Masters antes de que Mayer grabase Inside Wants Out. Cook pertenece actualmente a la Zac Brown Band y anteriormente perteneció a la Marshall Tucker Band.

## Biografía
Clay Cook cursó estudios en South Gwinnett High School de Snellville, Georgia en 1996, para después comenzar a dar clases en el Berklee College of Music de Boston, Massachusetts. Mientras estuvo allí, Cook conoció al músico y compositor John Mayer y ambos formaron la banda LoFi Masters.
Después de estadía en Berklee, Cook convenció a su colega, John Mayer, de mover el dúo a Atlanta, Georgia, de donde él proviene. Comenzaron a actuar mucho por la escena de Atlanta, incluyendo la sala de conciertos Eddie's Attic. Sobre su unión, Cook ha dicho: «Incluso en aquel entonces, mi papel era más el de productor y el de John el de compositor. Yo ayudaba a pulir las canciones. Por ejemplo, él componía seis versos para una canción y yo le ayudaba a reducirlos a tres». Debido a diferencias musicales y creativas, decidieron separarse. Cook ha tocado desde entonces con Sugarland, Shawn Mullins, Marshall Tucker Band y la Zac Brown Band, a la que sigue perteneciendo.
Está casado con Brooke Cook y tienen tres hijos, dos varones y una niña.